# Бенгалска речна змиорка
Бенгалската речна змиорка (Anguilla bengalensis) е вид сладководна лъчеперка от семейство Змиоркови (Anguillidae). Видът е почти застрашен от изчезване.

## Разпространение
Видът е разпространен в Източна Африка, Бангладеш, Андаманските острови, Мозамбик, Малави, Шри Ланка, Суматра, Индонезия и Мадагаскар.